# ラモン2世 (リバゴルサ伯)
ラモン2世（スペイン語：Ramón II, ? - 970年）は、リバゴルサ伯（在位：955年 - 970年）。

## 生涯
ラモン2世はリバゴルサ伯ベルナルド1世とトダ・ガリンデス・デ・アラゴンの息子である。母トダはアラゴン伯ガリンド2世・アスナーレスの娘であった。
956年、祖父ラモン1世が計画した自身の伯領内への司教区の創設を推し進めた。最終的にラモン2世はロダ・デ・イサベナに司教座を設けることができたが、ロダ・デ・リバゴルサ司教区はリバゴルサ伯領内に限られ、パリャース伯領には及ばなかった。ラモン2世の息子の1人はロダ司教となった。

## 結婚と子女
ラモン2世はアルマニャック伯ギヨーム・ガルセスの娘ガルサンドと結婚した。2人の間には以下の子女が生まれた。
- ウニフレド（? - 979年） - リバゴルサ伯
- アルナルド（? - 990年） - リバゴルサ伯
- イサルノ（? - 1003年） - リバゴルサ伯
- アバ（945年以前 - 995年以降） - カスティーリャ伯ガルシア・フェルナンデスと結婚[4]
- トダ（? - 1011年） - リバゴルサ女伯。パリャース伯スニエー1世と結婚。
- オデシンド（オディッセン）（? - 975年） - ロダ司教